# Guggenheimella
Guggenheimella è un genere di batterio appartenente alla famiglia delle Clostridiaceae.